# Убивство Сіндзо Абе
8 липня 2022 року Сіндзо Абе, колишній Прем'єр-міністр Японії, був застрелений під час передвиборної промови біля станції Ямато-Сайдайдзі в Нарі, Префектура Нара, приблизно об 11:30 за японським стандартним часом (UTC+9). Він був важко поранений, не показував життєвих ознак і перебував у серцево-легеневій недостатності. Японські державні ЗМІ повідомили приблизно через 5 годин, що він помер у лікарні.

## Передумови

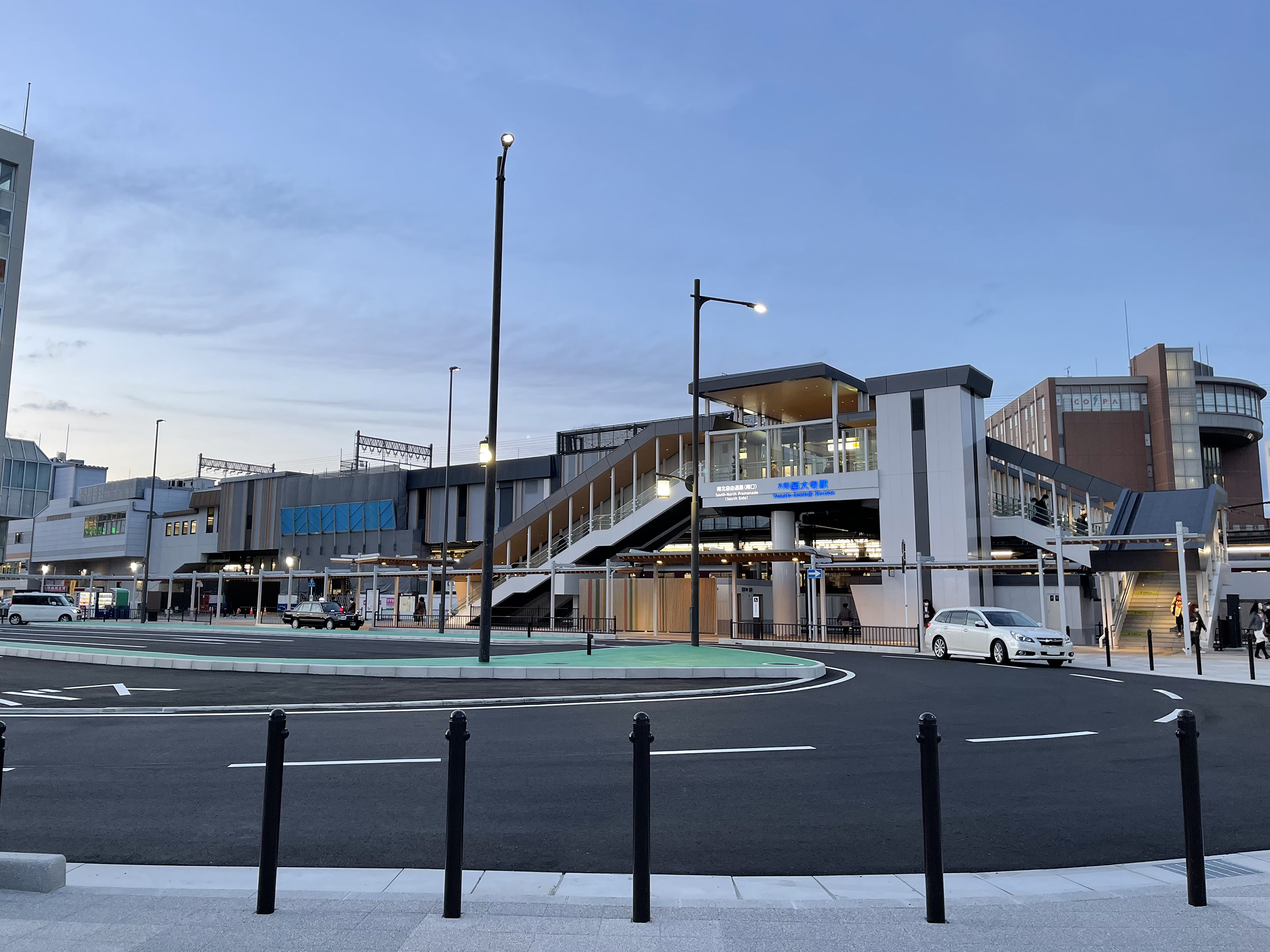
Cіндзо Абе було смертельно поранено біля залізничної станції

8 липня 2022 року Абе планував виступити в префектурі Наґано з промовою на підтримку Сансіро Мацуями, кандидата від Ліберально-демократичної партії, на майбутніх виборах до Палати радників, призначених на неділю 10-го липня. Цей захід був раптово скасований 7 липня після звинувачень у неправомірних діях та корупції, пов'язаних з Мацуямою, і був замінений аналогічним заходом у префектурі Нара, на якому Абе повинен був виступити з промовою на підтримку Кея Сато, радника ЛДП, що балотувався на переобрання. Відділення ЛДП у префектурі Нара заявило, що цей новий розклад не був загальновідомим, але NHK повідомила, що захід широко рекламувався в Твіттері і за допомогою звукової вантажівки.
Приблизно об 11.10 ранку за японським стандартним часом 8 липня Сато почав виступати на дорожній розв'язці біля північного входу станції Ямато Сайдайдзі в місті Нара. Абе прибув через дев'ять хвилин і почав свою промову приблизно об 11:29 ранку.

## Стрільба

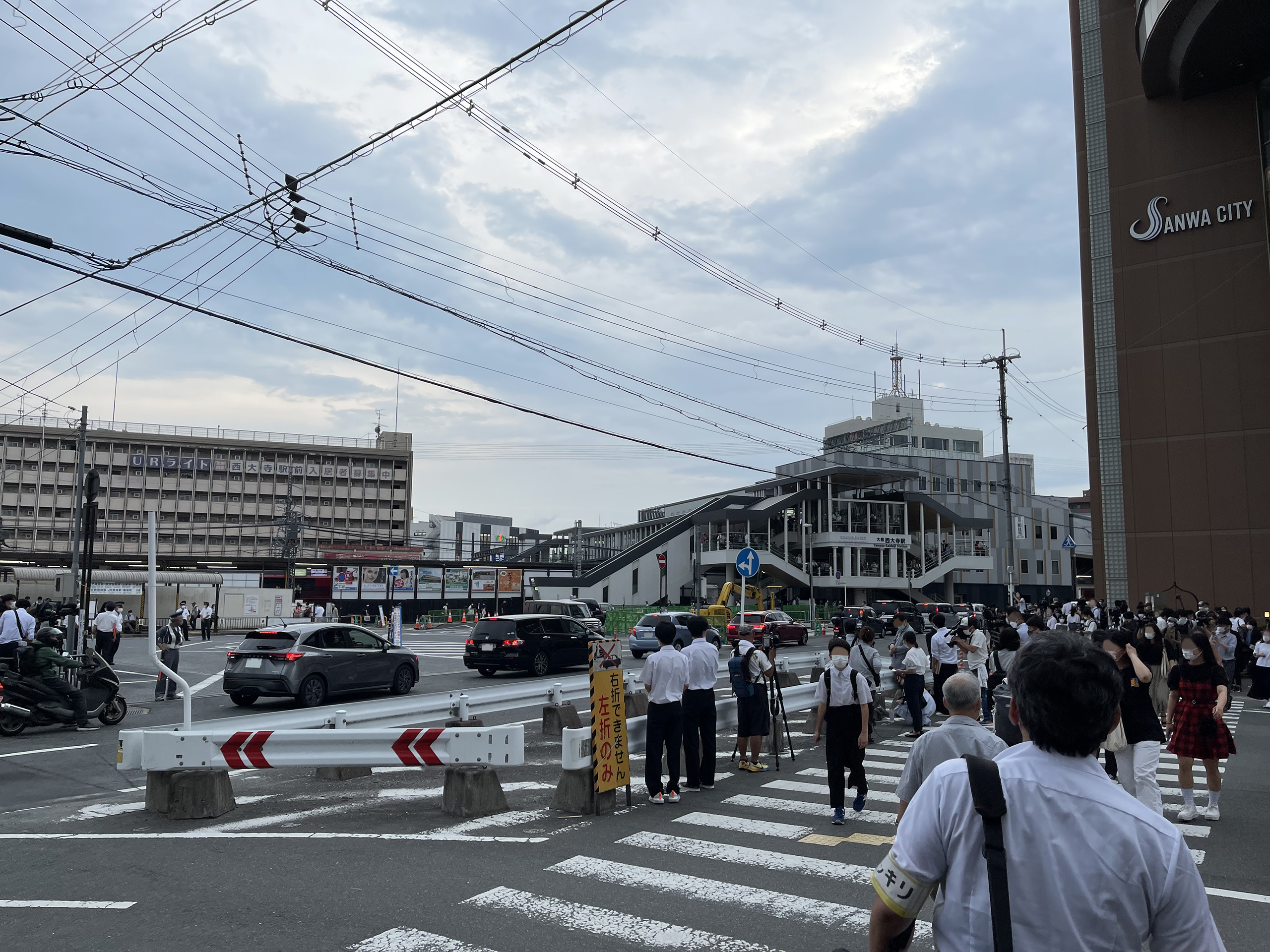
Місце замаху на Абе, район північного входу на станцію

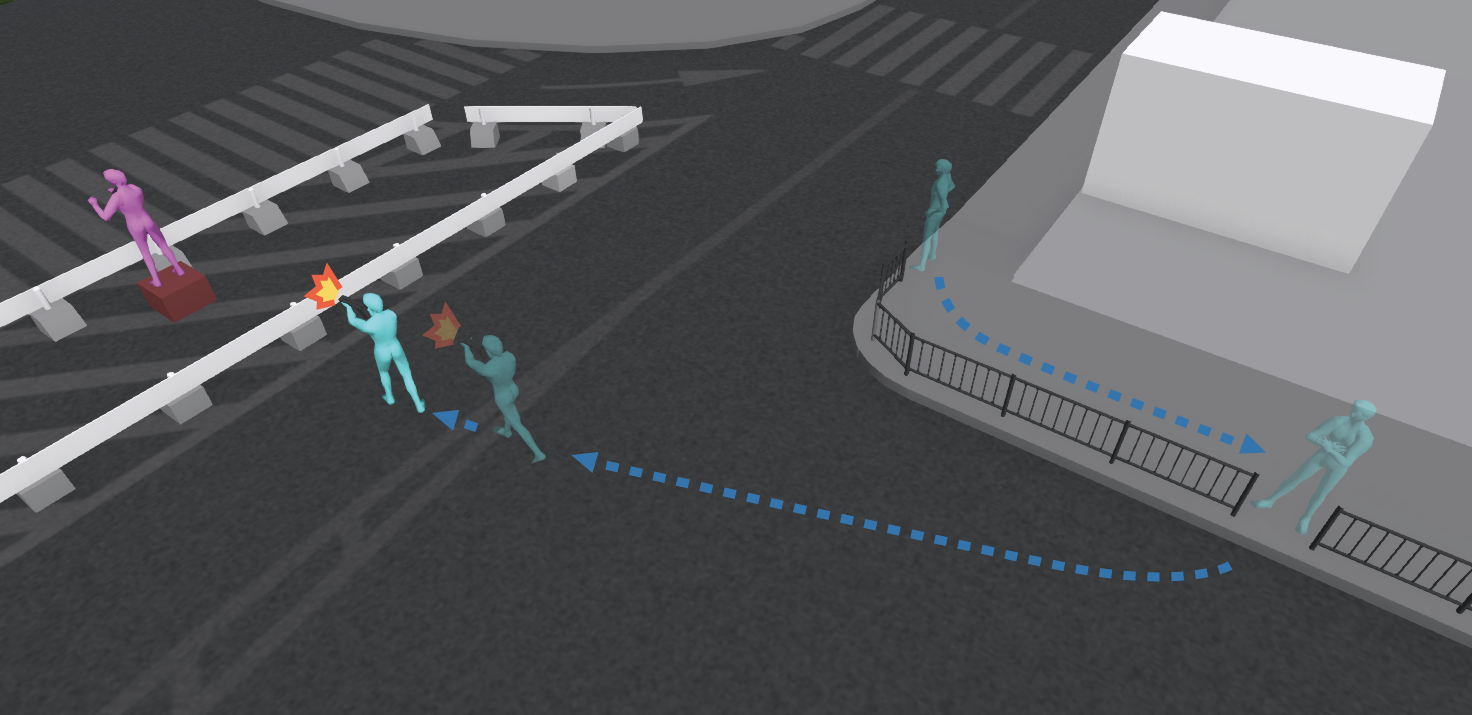
Позиції Абе (фіолетовий) и Ямаґамі (блакитний) під час стрільби

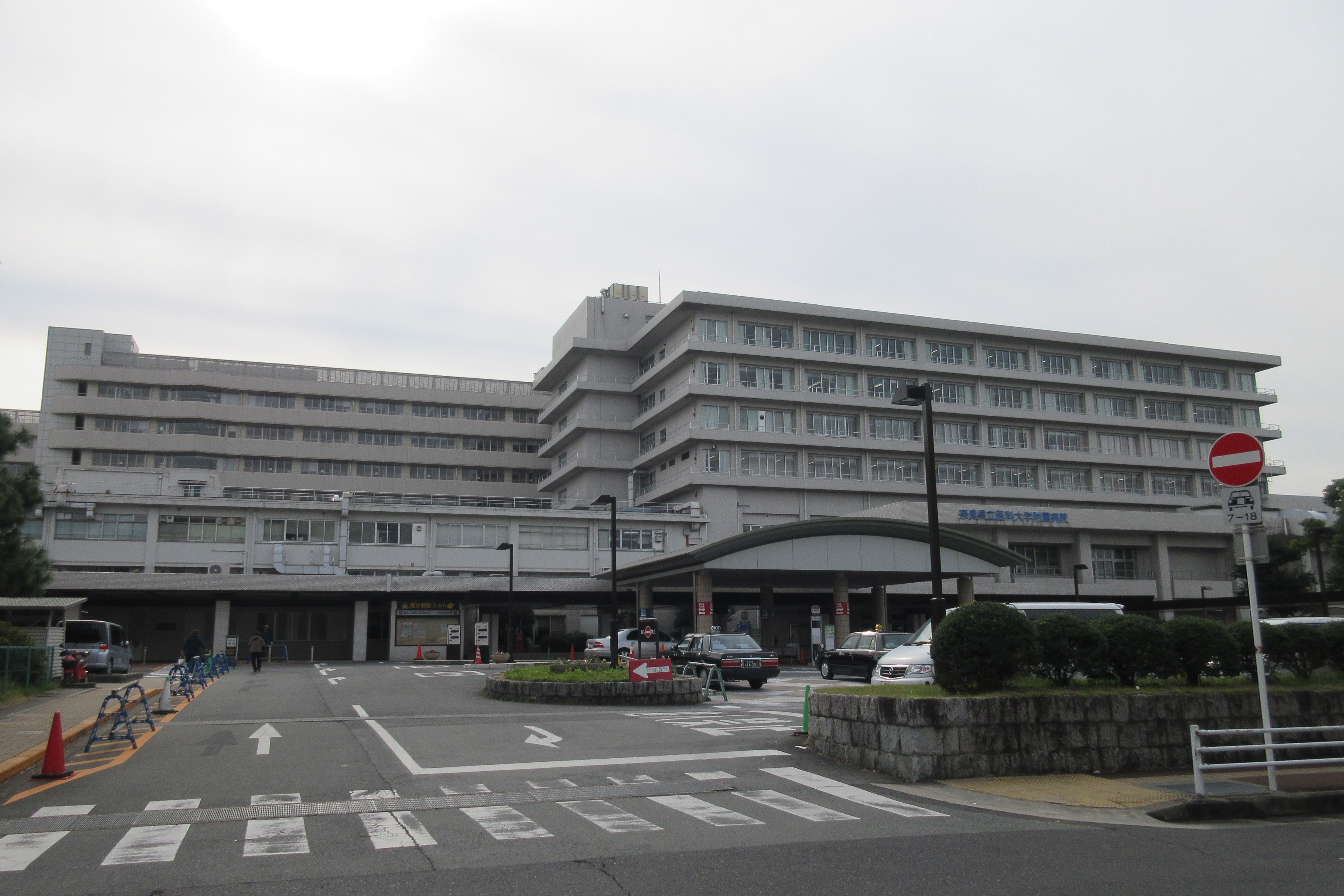
, де було констатовано смерть Абе

Поки Абе вимовляв промову, ймовірний злочинець зміг наблизитися на відстань кількох метрів, попри присутність охорони. Приблизно об 11:30 ранку, коли Абе сказав: «Він [Сато] замість того, щоб думати про те, чому не можна це зробити …», у нього двічі вистрілили ззаду з саморобного пістолета, схожого на обріз двоствольної рушниці.. Перший постріл промахнувся і змусив Абе повернутися, в цей момент пролунав другий постріл, що потрапив політику в шию і груди. Потім Абе зробив кілька кроків уперед, впав на коліна і знепритомнів... Охорона Абе затримала підозрюваного, який не чинив опору.
Абе спочатку був при свідомості та навіть міг розумітися з медиками, які примчали на допомогу одразу після лиховісного пострілу. Поранений був доставлений до лікарні медичного університету Нара в Касіхарі гелікоптером екстреної допомоги з пораненням грудної клітки, і, як повідомлялося, не мав життєвих функцій по прибутті до лікарні. Зазначалося, що Абе втратив свідомість, після чого відбулась «зупинка серцево-легеневої системи»; ця фраза часто використовується в Японії перед офіційним підтвердженням смерті коронером. О 14:45 за японським стандартним часом на пресконференції прем'єр-міністр Фуміо Кісіда сповістив, що Абе знаходиться в критичному стані й що «лікарі роблять усе можливе в цей момент».
Про смерть Сіндзо Абе було оголошено о 17:03, приблизно через 5,5 годин після здійснення першого пострілу.. Згодом при констатації смерті Абе, доктор Хідетака Фукушіма пояснив, що причиною смерті стала втрата крові, попри чотиригодинне переливання, в ході якої було введено 100 одиниць крові. Абе став першим вбитим колишнім прем'єр-міністром Японії після Сайто Макото та Такахаші Корекійо, коли ті були вбиті під час інциденту 26 лютого 1936 року, та першим японським конгресменом, вбитим після Кокі Ішії.

## Вбивця
Тецуя Ямаґамі (яп. 山上徹也), 41-річний чоловік з міста Нара, заарештований поліцією префектури Нара за підозрою в замаху на вбивство та переведений у поліцейський відділок Нара Вест. Його описали як «спокійного», оскільки чоловік не здійснював ніяких спроб до втечі. Ямаґамі раніше не мав кримінального минулого.
Тецуя Ямаґамі був членом морських сил самооборони Японії з 2002 по 2005 рік, служив на військово-морській базі Куре. На момент арешту Ямаґамі був безробітним. До цього він працював оператором навантажувача на складі в префектурі Кіото, звідки звільнився у травні 2022 року, заявивши що він «погано себе почуває». У випускному альбомі середньої школи підозрюваний написав, що «не мав жодного поняття», чим хотів би займатись в майбутньому.
Після арешту Ямаґамі сказав слідчим, що «був незадоволений колишнім прем'єр-міністром і мав намір убити його». Ямаґамі також стверджував, що зачаїв образу на «певну релігійну групу» та застрелив Абе, освільки вважав, що «релігійна група та Абе пов'язані». Також підозрюваний стверджував, що «не тримав зла на політичні переконання Абе». Ямаґамі повідомив поліції, що відстежував розклад Абе під час його візиту в Нару на веб-сайті політика. Також він стверджував, що планував напад протягом декількох місяців.
Поліція префектури Нара знайшла декілька можливих вибухових пристроїв та пістолетів кустарного виготовлення, подібних тому, з якого було застрелено Абе, під час обшуку в домі Ямаґамі після його арешту. Пізніше вони були конфісковані як докази та взяті офіцерами із знешкодження бомб після евакуації навколишніх жителів. В історії відвідувань Ямаґамі було виявлено сайти про виготовлення бомб та зброї.

### Помилкове припущення
Після вбивства декілька ЗМІ помилково ідентифікували розробника відеоігор Хідео Коджіму як убивцю. Імовірно, спотворення інформації сталося через жарти на іміджборді 4chan і в соціальній мережі Твіттер, які були прийняті за правду і згодом опубліковані ультраправим французьким політиком Дам'єном Р'є, грецькою новинною агенцією ANT1 та іранським сайтом Mashregh News. ANT1 також повідомила, що підозрюваний «захоплювався Че Геварою». Трансляція ANT1 спочатку була завантажена на її обліковий запис в YouTube, але пізніше була видалена. Дам'єн Р'є також видалив скандальний твіт і вибачився за свої коментарі. Після інциденту компанія Коджіми, Kojima Productions, засудила помилкові повідомлення та пригрозила судовим позовом проти розповсюджувачів чуток.

## Наслідки
В офісі прем'єр-міністра створений Центр управління кризовими ситуаціями. Прем'єр-міністр Фуміо Кісіда, який знаходився у префектурі Ямаґата під час своєї передвиборної компанії, екстрено повернувся до Токіо. За словами головного секретаря кабінету міністрів Хірокадзу Мацуно, решту членів чинного кабінету також викликали до Токіо, окрім міністра закордонних справ Йосімаса Хаясі, який у цей час знаходився в Індонезії під час саміту Великої двадцятки.
NHK General TV і чотири з п'яти великих японських комерційних телемереж скасували або відклали всі заплановані програми, щоб транслювати до кінця дня новинні програми в прямому ефірі. Трансляцію другого епізоду аніме Teppen-!!! було скасованно через наявність в сюжеті змови з метою вбивства.
Більшість японських політичних лідерів скасували усі передвиборчі заходи 8 липня після нападу на Абе. Кампанія відновилася наступного дня, 9 липня, і лідери великих партій пообіцяли не допустити порушення демократичного процесу.
Після замаху прем'єр-міністр Кісіда наказав посилити заходи безпеки для членів кабінету міністрів та провідних політиків Японії.

### Візити в лікарню
Того ж дня близько 21:00 лікарню відвідав колишній прем'єр-міністр Йосіхіде Суґа, а після нього Хірокадзу Мацуно.
Тіло Абе було піддано розтину, а 9 липня о 5:55 його вивезли з лікарні. Автомобіль з тілом, в якому також була вдова загиблого Акі Абе, супроводжували п'ять суміжних автомобілів, в одному з них їхала колишній міністр оборони Томомі Інада. О 13:35 вони прибули до будинку Абе у Токіо. Після прибуття голова Ради з дослідження політики ЛДП Санае Такаїчі, голова Генеральної ради ЛДП Тацуо Фукуда та голова Fujisankei Communications Group Хісаші Хіеда, який дружив з Абе, прийняли їх.
Після цього, крім візиту прем'єр-міністра Кісіди, колишні прем'єр-міністри Йосіро Морі та Дзюнітіро Коїдзумі, спікер Палати представників Хіроюкі Хосода[en], голова Палати радників Акіко Санто, колишній генеральний секретар ЛДП Тосіхіро Нікаї, близький помічник економіки, торгівлі та промисловості Коїті Хагіуда[en], міністр землі, інфраструктури, транспорту та туризму Тецуо Сайто та губернатор Токіо Юріко Койке також здійснили візити, щоб висловити співчуття

### Погрози
Через 30 хвилин після пострілу пролунав дзвінок з погрозами, що попереджав про напад на офіс Мацуями, для якого Абе спочатку мав вимовити промову.
Через декілька годин після замаху на Абе в Сінгапурі та Китайській Республіці надійшли онлайн-погрози вбивства їхніх лідерів — прем'єр-міністру Сінгапуру Лі Сянь Луну та президенту Китайської Республіки Цай Інвень. У Сінгапурі Центральне управління поліції заарештувало 45-річного чоловіка, який перебував вдома, після того, як на сторінці Channel NewsAsia у Facebook, де повідомлялося про розстріл Абе, було опубліковано звіт про його висловлювання проти Лі Сянь Луна. На Тайвані погроза надійшла від 22-річного чоловіка з міста Тайнаня. Він був заарештований у себе вдома в районі Юнкан та доставлений до місцевої поліцейської дільниці, потім чоловіка перевели до районної прокуратури Тайнаня.

## Реакція світу
Співчуття висловили різні світові лідери, зокрема України, Індії, Малайзії та Франції.